# Anders Celsius

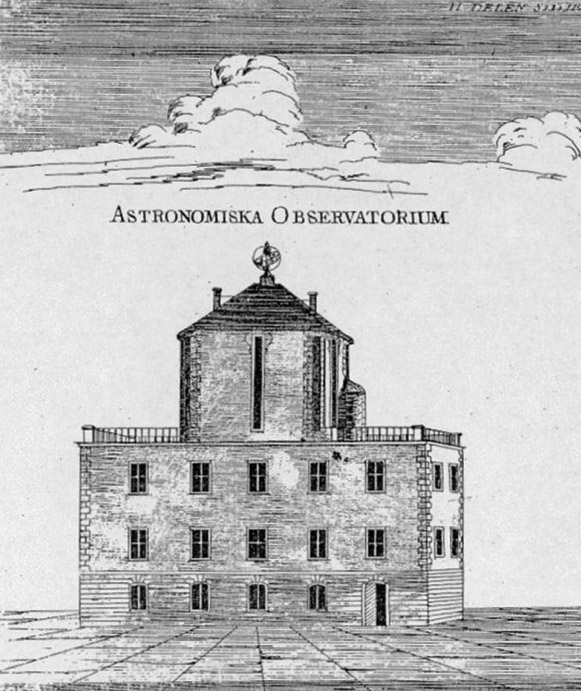
Celsiusobservatoriet (Obserwatorium Celsjusza). Rycina Fredrika Akrela z 1769. Trzy najniższe kondygnacje istnieją nadal jako Celsiushuset (Dom Celsjusza) w centrum Uppsali.

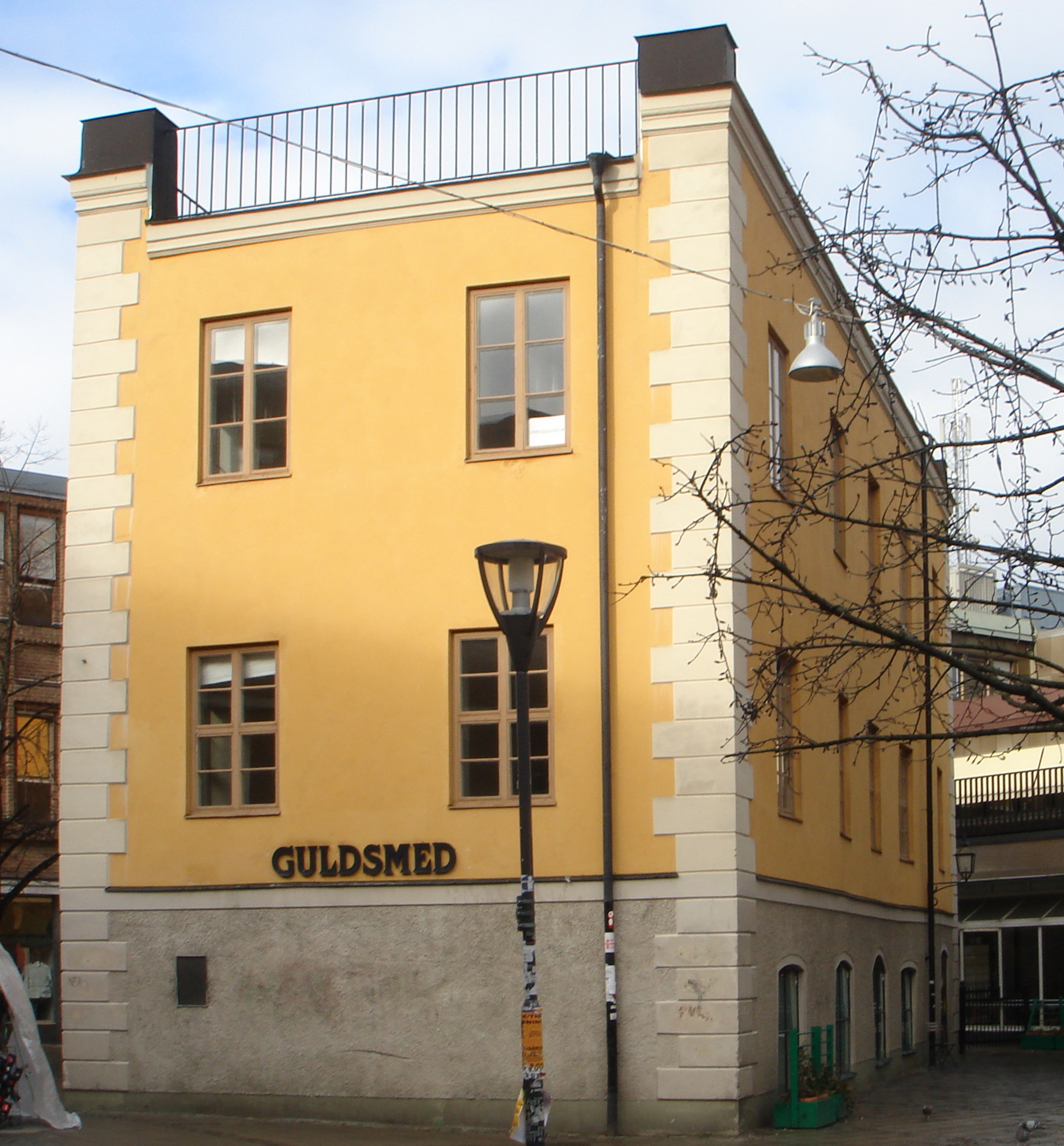
Celsiushuset (Dom Celsjusza) w Uppsali

Anders Celsius, Anders Celsjusz (ur. 27 listopada 1701 w Uppsali, zm. 25 kwietnia 1744 tamże) – szwedzki fizyk i astronom.
W 1742 opracował skalę temperatur nazywaną skalą Celsjusza i stosowaną powszechnie w wielu krajach.

## Życiorys
Anders Celsius urodził się 27 listopada 1701 r. w Uppsali w rodzinie uczonych. Jego obaj dziadkowie byli profesorami – matematyki (ze strony ojca) i astronomii (ze strony matki). Ojciec Andersa, Nils Celsius, również był profesorem astronomii. Talent i rodzinne tradycje sprawiły, że Anders Celsius w roku 1730 został profesorem astronomii na Uniwersytecie w Uppsali w wieku 29 lat. Ponieważ jednak w całej Szwecji nie istniało wówczas żadne duże obserwatorium astronomiczne, Celsjusz udał się w podróż po Europie, odwiedzając m.in. obserwatoria w Norymberdze, Rzymie i Paryżu.
W 1734 r., kiedy Celsius zawitał do Obserwatorium Paryskiego kierowanego przez Jaques’a Cassiniego (1677–1756), syna wielkiego Włocha, który osiadł we Francji, Gian Domenico Cassiniego (1625–1712), wciąż żywa była dyskusja pomiędzy zwolennikami Newtona i wyznawcami Descartes’a. Otóż uczeni spierali się, jak bardzo kształt Ziemi odbiega od idealnie kulistego. W końcu Francuska Akademia Nauk postanowiła wysłać dwie ekspedycje w dwa skrajne miejsca na kuli ziemskiej – w okolicach równika (Peru) i w pobliżu bieguna (Laponia) – by na drodze pomiarów ustalić jak bardzo Ziemia jest wybrzuszona na równiku (albo: spłaszczona na biegunach). Pomiary geodezyjne miały określić, ile wynosi – w jednostkach długości – stopień szerokości geograficznej w każdym z miejsc. Kierownikiem wyprawy do Laponii mianowano francuskiego uczonego Pierre'a L. de Maupertuis (1698–1759). Jego asystentem został Anders Celsius. Ekspedycja, trwająca od 1736 do 1737 r., potwierdziła spłaszczenie kuli ziemskiej na biegunach (choć nie pogodziła zwolenników nauki angielskiej i francuskiej), a Celsiusowi przyniosła w kraju rodzinnym sławę.
Po powrocie do Uppsali Celsius podjął starania, by wznieść w Szwecji pierwsze uniwersyteckie obserwatorium. Działania te zakończyły się sukcesem w 1740 r. (niektóre źródła podają rok 1741). Celsius nie zapisał się w szczególny sposób w historii astronomii. Należał do pierwszych uczonych, którzy stwierdzili, że zjawisko zórz polarnych ma charakter magnetyczny. Opublikował katalog jasności około 300 gwiazd, wyznaczonych w oryginalny sposób. Osłabiał światło gwiazdy za pomocą szklanej płytki. Za miarę jasności gwiazdy przyjmował liczbę płytek, które pozwalały całkowicie stłumić jej blask. W systemie Celsiusa najjaśniejsza gwiazda ziemskiego nieba, Syriusz, miała jasność 25 płytek szklanych.
W 1742 r. w „Kungliga Svenska Vetenskaps Academiens Handlingar” (Kroniki Królewskiej Szwedzkiej Akademii Nauk) ukazał się artykuł Celsiusa zatytułowany "Uwagi o dwóch stałych stopniach termometru". W ten sposób narodziła się skala Celsjusza, a uczony trafił do historii fizyki. Celsius proponował wykorzystanie w pomiarach temperatury dwóch punktów – topnienia lodu oraz wrzenia wody – i podzielenia skali pomiędzy nimi na 100 stopni, przy czym punktowi topnienia miało odpowiadać 100 stopni (zob. wyjaśnienie poniżej), natomiast punktowi wrzenia – 0. Już wcześniej proponowano na punkt odniesienia skali temperatur moment zamarzania wody. Oryginalnością pomysłu Celsiusa było wybranie punktu topnienia.
Jak sam pisał:
„Eksperyment ten [umieszczanie termometru rtęciowego w topniejącym śniegu] powtarzałem wielokrotnie w ciągu dwóch lat podczas zimowych miesięcy i przy każdej pogodzie, i przy różnych zachowaniach barometru. Zawsze otrzymywałem ten sam punkt na termometrze [...] Podczas srogiej zimy przyniosłem śnieg do mego pokoju i położyłem przy kominku, aż zaczął topnieć [...]”.
Z drugim punktem skali – wrzeniem wody – sprawa nie była tak prosta, gdyż znacznie większą rolę odgrywało w tym wypadku ciśnienie atmosferyczne, z czego Celsius zdawał sobie sprawę. (Podobnie jak wytwórca szkła i instrumentów Daniel Gabriel Fahrenheit, urodzony w Gdańsku, twórca konkurencyjnej skali Fahrenheita).
Ostatecznie Celsius zaproponował następującą procedurę:
1. Włóż cylinder AB termometru do topniejącego śniegu i zaznacz punkt C zamarzania wody.
2. Zaznacz punkt D wrzenia wody pod ciśnieniem około 755 mmHg.
3. Podziel odległość CD na 100 równych części, tak by zerowy stopień odpowiadał punktowi D, setny zaś – punktowi C.

Jak łatwo zauważyć, pierwotna skala Celsjusza była odwrócona w stosunku do używanej obecnie. Niektóre źródła podają, że za zamianą jej na dzisiaj stosowaną stoi Karol Linneusz (Carl von Linné; 1707–1778), szwedzki przyrodnik. Inne, że odpowiedzialność za to ponosi Daniel Ekström, producent instrumentów naukowych, który zaopatrywał w nie zarówno Celsiusa, jak i Linneusza.
Celsius był także zdeklarowanym rzecznikiem wprowadzenia w Szwecji kalendarza gregoriańskiego. Niestety nie doczekał 1753 r., kiedy Szwedom zabrano 11 dni, by przejść z rachuby juliańskiej na gregoriańską.
Zmarł na gruźlicę na początku 1744 r. w Uppsali. Został pochowany w kościele w Gamla Uppsala.